# Ófretóc
Ófretóc (Frătăuții Vechi) község és községközpont Romániában, Bukovinában, Szucsáva megyében. Két falu: Ófretóc (Frătăuții Vechi) és Andrásfalva (Măneuți) tartozik hozzá.

## Története
1786 és 1941 között a Szucsáva folyó jobb partján fekvő Andrásfalvát (Măneuți) bukovinai székelyek lakták. Az 1780-as években 16 német család telepedett le az Andrásfalva északnyugati részére eső Ófretócon (Frătăuții Vechi).
A településeknek a 2011. évi népszámláláskor összesen 4394 lakosuk volt.

## Fordítás
- Ez a szócikk részben vagy egészben  a   Comuna Frătăuții Vechi, Suceava című román Wikipédia-szócikk ezen változatának fordításán alapul.  Az eredeti cikk szerkesztőit annak laptörténete sorolja fel. Ez a jelzés csupán a megfogalmazás eredetét és a szerzői jogokat jelzi, nem szolgál a cikkben szereplő információk forrásmegjelöléseként.